# Parti du progrès (Danemark)
Le Parti du progrès (danois : Fremskridtspartiet) est un parti politique danois, fondé en 1972. 
Le parti a fait son entrée au Parlement danois lors des élections législatives de 1973, en devenant immédiatement le second parti danois en nombre de voix. Par la suite il a lentement perdu ses électeurs, avant de quitter le paysage politique danois, à la suite de la création du Parti populaire danois en 1995 par une partie de ses membres.

## Histoire

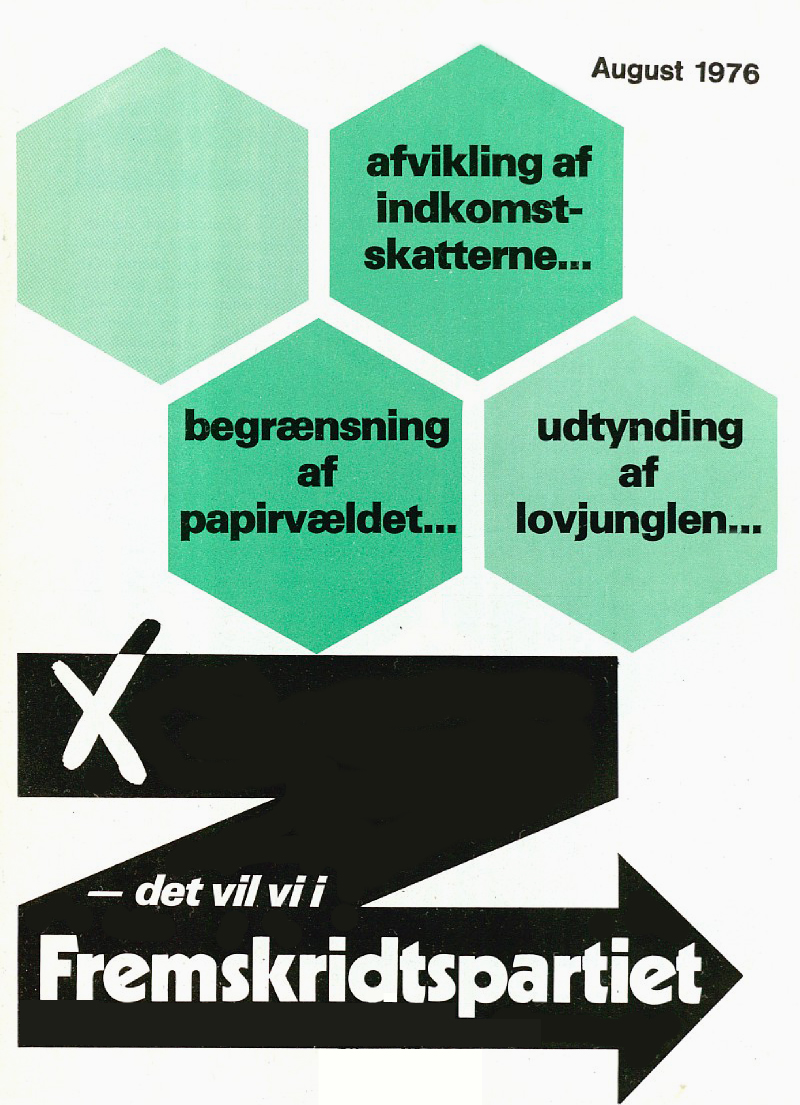
Affiche électorale du parti de 1976.
« Retrait de l'impôt sur le revenu. »
« Limitation de la bureaucratie. »
« Réduction de la jungle législative. »

Le Parti du progrès est fondé par l'avocat fiscaliste Mogens Glistrup en automne 1972,. Il fait alors campagne pour moins de bureaucratie, l'abolition de l'impôt sur le revenu, une simplification législative et le rejet de l’État-providence,. Il attaque également frontalement les fonctionnaires et les intellectuels. Il demande une réduction du nombre de sièges au parlement de 179 à 40 et une augmentation des pouvoirs royaux.
La création du parti intervient à un moment où, selon une étude réalisée en 1972, la majorité des Danois pense qu'il y a de gros conflits entre les personnalités politiques et les gens ordinaires. Une autre étude réalisée en 1973 montre que si les insatisfactions liées aux aspects socio-économiques sont faibles, celles liées au monde politique sont très élevées. Dans ce contexte, le parti connaît rapidement du succès dans les sondages et est crédité de 25% des intentions de vote au début de l'année 1973.
Le parti entre au Parlement danois lors des élections législatives de 1973, considérées comme un « séisme électoral ». Il y remporte 15,9 % des voix et 28 sièges, devenant ainsi le second parti du Parlement. Face au refus des autres partis de coopérer avec lui, il demeure néanmoins dans l'opposition.
Lors des élections législatives de 1979 il voit ses effectifs au Parlement chuter à 20 sièges, du fait notamment de désaccords internes entre les « pragmatiques » (slappere) en faveur d'une coopération avec les autres partis, et les « fondamentalistes » (strammere) qui s'y opposent. 
À la fin des années 1980, l'immigration devient un élément important du programme du parti,. En 1980, ayant ajouté la revendication d'un « Danemark sans mahométans » au projet du parti, Glistrup évoque alors de plus en plus souvent les Musulmans dans ses déclarations publiques, et fait de « Faire un Danemark une zone sans Musulmans » son slogan. En 1983, Glistrup est condamné à trois ans de prison pour fraude fiscal. Alors qu'il est emprisonné, les pragmatiques, menés par Pia Kjærsgaard prennent la tête du parti. Sorti de prison en 1987, Glistrup perd alors le contrôle du parti, ce qui conduit à d'importants conflits internes. L'année suivante, il refuse de voter en faveur d'une proposition présentée communément avec le gouvernement et est alors déchu de sa position de représentant du parti, avant d'être expulsé du comité national en 1991. Il fonde alors un nouveau parti nommé le Parti de la prospérité (Trivselspartiet),.
Les querelles intestines du parti ne prennent néanmoins pas fin, et mènent à la création du Parti populaire danois (DF) par Kjærsgaard et les pragmatiques en 1995,. Alors que les libéraux demeurent au sein d'un Parti du progrès centré sur la fiscalité, le DF rassemblent ceux souhaitant faire de l'immigration leur sujet de revendication principal.
En 1999, Mogens Glistrup est autorisé à faire son retour au sein du parti, du fait du manque de figures politiques. Les quatre députés du parti quittent la formation et fondent Liberté 2000. En dépit de leurs propres prises de positions contre l'immigration, ils jugent alors les déclarations de Glistrup dans les médias trop extrêmes, celui-ci ayant déclaré « soit on est raciste, soit on est un traître », et demandé que tous les « mahométans » du Danemark soient internés dans des camps et expulsés du pays. Glistrup mène le parti lors des élections législatives de 2001, lors desquelles il reçoit moins d'1 % des suffrages exprimés. Le parti ne participe pas aux élections législatives de 2005, ni à celle de 2007. Il prend néanmoins part aux élections locales et régionales de novembre 2005, et y remportent globalement moins d'1 % des voix et fait élire un de ses membres au conseil municipal de Morsø.

## Idéologie

### Sujets principaux
Les trois sujets-clés du parti étaient :
- L'abolition de l'impôt sur le revenu
- L'abolition de la « loi de la jungle »
- L'élimination de la bureaucratie

Dans les années 1980, Glistrup a ajouté a quatrième point :
- La fin de l'immigration en provenance des pays musulmans.

### Prises de positions
Vers 2010, son programme politique, centré autour du slogan « Stop à l'immigration », consiste en :
- L'abolition de l'impôt sur le revenu
- La réduction drastique de la bureaucratie
- La réduction drastique de la « loi de la jungle »
- La restauration des frontières et du contrôles des produits aux frontières
- L'arrêt de l'immigration
- La fin de l’octroi de la citoyenneté danoise
- La remise à plat de la politique d'intégration
- Localisez la responsabilité de l'immigration de masse
- La sortie progressivement du Danemark de l'UE - pour le commerce à travers le monde

## Électorat
Une étude réalisée après les élections législatives de 1973 montre que les personnes qui ont alors de la sympathie pour le Parti du progrès ne sont pas foncièrement plus à droite que ceux des autres partis politiques de droite, mais qu'elles ont un niveau de confiance dans les institutions beaucoup plus bas. En 1973, 82% des électeurs du Parti du progrès pensent que, dans une situation de crise économique, un homme fort devrait prendre le pouvoir, contre 56% en moyenne nationale. Deux ans plus tard, ces chiffres chutent à respectivement 56% et 38%, les électeurs du Parti du progrès restant davantage partisans d'une politique autoritariste que le reste de la population.

## Présidents
- Mogens Glistrup (1972–1985)
- Pia Kjærsgaard (1985–1995)
- Kirsten Jacobsen (1995–1999)
- Aage Brusgaard (1999–2001)
- Aase Heskjær (2001–2003)
- Jørn Herkild (2003–2006)
- Henrik Søndergård (2006–2007)
- Ove Jensen (2007–2009)
- Ernst Simonsen (2009–2010)
- Niels Højland (2010–)

## Résultats électoraux

### Folketing
| Élection | Voix    | %      | Sièges   | Gouvernement                         |
| -------- | ------- | ------ | -------- | ------------------------------------ |
| 1973     | 485 289 | 15,9 % | 28 / 179 | Soutien au Cabinet Poul Hartling     |
| 1975     | 414 219 | 13,6 % | 24 / 179 | Opposition                           |
| 1977     | 453 792 | 14,6 % | 26 / 179 | Opposition                           |
| 1979     | 349 243 | 11,0 % | 20 / 179 | Opposition                           |
| 1981     | 278 383 | 8,9 %  | 16 / 179 | Soutien au Cabinet Poul Schlüter I   |
| 1984     | 120 461 | 3,6 %  | 6 / 179  | Soutien au Cabinet Poul Schlüter I   |
| 1987     | 160 461 | 4,8 %  | 9 / 179  | Soutien au Cabinet Poul Schlüter II  |
| 1988     | 298 132 | 9,0 %  | 16 / 179 | Soutien au Cabinet Poul Schlüter III |
| 1990     | 208 484 | 6,4 %  | 12 / 179 | Soutien au Cabinet Poul Schlüter IV  |
| 1994     | 214 057 | 6,4 %  | 11 / 179 | Opposition                           |
| 1998     | 82 437  | 2,4 %  | 4 / 179  | Opposition                           |
| 2001     | 19 340  | 0,6 %  | 0 / 179  | Opposition                           |

### Parlement européen
| Élection | Voix    | %     | Sièges | Groupe |
| -------- | ------- | ----- | ------ | ------ |
| 1979     | 100 702 | 5,7 % | 1 / 15 | DEP    |
| 1984     | 68 747  | 3,4 % | 0 / 15 |        |
| 1989     | 93 985  | 5,3 % | 0 / 16 |        |
| 1994     | 59 687  | 2,9 % | 0 / 16 |        |
| 1999     | 14 233  | 0,7 % | 0 / 0  |        |